# 67/548/EGK irányelv
A 67/548/EGK irányelv a kémia anyagok biztonságos kezelésére vonatkozó európai uniós jogszabályok közé tartozik. Az irányelvet az EU alapító szerződésének 100. cikke alapján (a lisszaboni szerződés konszolidált változatban a 94. cikk) az Európai Unió Tanácsa fogadta el.
Az irányelv elsősorban az EU tagországaira vonatkozik, de az Európai Gazdasági Térségben (European Economic Area, EEA) is bevezették. Az irányelv rendelkezései ugyanakkor megegyeznek az érvényben lévő svájci törvények előírásaival is.

## Az irányelv hatálya
Az irányelv előírása minden olyan kémiai anyagra és készítményre (két vagy több kémiai anyag keverékére) vonatkoznak, amelyeket az EU belső piacán forgalomba hoznak, vagyis nem kell alkalmazni a tisztán kutatási célból létrehozott kémiai anyagok vagy keverékek esetében. A veszélyes készítményekkel kapcsolatban egy másik irányelv, az 1999/45/EK rendelkezései is érvényesek.
Nem tartoznak az irányelv hatálya alá a következő anyagok (1. cikk):
- gyógyszerek, kábítószerek és radioaktív anyagok;
- kozmetikai anyagok;
- hulladékok;
- élelmiszerek vagy állati eledelek;
- növényvédőszerek;
- lőszerek vagy robbanásveszélyes anyagok.

Ezen felül nem tartozik az irányelv hatálya alá a veszélyes anyagok szállítása vasúton, közúton, belföldi vízi úton, tengeren vagy légi úton, a harmadik országba (az EU-n kívülre) exportált anyagok, illetve az irányelv 5-7. cikke nem alkalmazható sűrített, cseppfolyósított vagy nyomás alatt oldott gázok tárolóira.

## Veszélyes anyagok osztályozása
Az irányelv 2. cikke tartalmazza azon anyagok és készítmények felsorolását, amelyeket "veszélyesnek" minősítettek. A legtöbb (de nem mindegyik) veszélyes anyagcsoporthoz egy szimbólumot és egy kódot rendeltek.
- robbanóanyagok (kódja E, szimbóluma felrobbanó bomba)
- oxidálószerek (O, kör fölötti láng)
- tűzveszélyes anyagok és készítmények (fokozottan tűzveszélyes (F+) és tűzveszélyes (F), láng)
- Mérgező anyagok és készítmények (erősen mérgező (T+) vagy mérgező (T), halálfej és keresztbe rakott csontok)
- Ártalmas anyagok és készítmények (Xn, andráskereszt)
- Maró anyagok és készítmények (C, sav károsító hatását jelző szimbólum)
- Irritatív anyagok (Xi, andráskereszt)
- Szenzibilizáló anyagok
- Karcinogén anyagok (Carc., három kategóriában)
- Mutagén anyagok (Mut., három kategóriában)
- Reprodukciót károsító 3-as kategória (Repr.)
- Környezetre veszélyes (N), ezen belül külön az ózonrétegre veszélyes anyagok

A fenti kategóriákba eső anyagok listáját az I. melléklet tartalmazza, amelyet rendszeresen frissítenek. Az Európai Bizottság által fenntartott The Institute for Health and Consumer Protection (IHCP) intézet egy nyilvános adatbázist működtet az I. Mellékletben meghatározott anyagokról.

## Speciális szimbólumok
A veszélyes áruk csomagolásán a veszélyt jelző szimbólumokat kell feltüntetni, amelyeket az irányelv II. melléklete határozott meg. A szimbólumok listáját és az EU hivatalos nyelvre lefordított változatait a 2001/59/EK irányelv tartalmazza.

## Szabványos mondatok
Az irányelv III. és IV. melléklete határozza meg azokat a szabványos mondatokat, amelyek a "veszélyes anyagok veszélyeinek/kockázatainak jellegét" (R-mondatok), illetve "a veszélyes anyagok biztonságos használatára vonatkozó útmutatást" (S-mondatok) tartalmazzák. Ezeket a szabványos mondatokat a veszélyes anyagok csomagolásán és címkéjén kell feltüntetni. A szabványos mondatok minden olyan anyagnál kötelezők, amelyeket az I. Melléklet felsorol.
A szabványos mondatok listáját 2001-ben frissítették és a 2001/59/EK irányelv tartalmazza az EU minden hivatalos nyelvére lefordított mondatok listáját.

## Csomagolás és címkézés
Az irányelv 6. cikke tartalmazza a veszélyes anyagok felcímkézésére vonatkozó előírásokat. A címkén a következő információkat kell feltüntetni:
- a veszélyes anyag neve
- az anyag származása, amelynek tartalmazni kell a gyártó, a forgalmazó vagy az importőr nevét, címét és elérhetőségét
- a veszélyt jelző szimbólum és az anyag használatával járó veszély jelzése (a fenti osztályozás alapján)
- a veszélyekből származó különös kockázatok, amelyeket az ún. szabvány mondatokkal kell feltüntetni.

A 7. cikk szabályozza a fenti címke elhelyezésére vonatkozó elírásokat.

## Honosítás
Az Európai Unió irányelvei csak az EU tagországaira nézve kötelezők. Az irányelv rendelkezései nem vonatkoznak természetes vagy jogi személyekre, amíg az adott tagállam át nem ültette a saját jogrendszerébe,
Magyarországon az irányelvet 10 jogi aktussal vette át, az átültetés határideje 2004. május 1 volt:
1. A környezetvédelmi miniszter és az egészségügyi miniszter 12/2001. (V. 4.) KöM—EüMegyüttes rendelete a vegyi anyagok kockázatának becsléséről és a kockázat csökkentéséről[13]
2. 44/2000. (XII. 27.) EüM rendelet a veszélyes anyagokkal és a veszélyes készítményekkel kapcsolatos egyes eljárások, illetve tevékenységek részletes szabályairól[14]
3. 41/2000 (XII.20.) EüM-KöM együttes rendelet az egyes veszélyes anyagokkal, illetve veszélyes készítményekkel kapcsolatos egyes tevékenységek korlátozásáról[15]
4. 2000. évi XXV. törvény a kémiai biztonságról[16]
5. 2008. évi XLVII. törvény a fogyasztókkal szembeni tisztességtelen kereskedelmi gyakorlat tilalmáról[17]
6. 17/2003. (IV. 16.) ESzCsM-KvVM együttes rendelet az egyes veszélyes anyagokkal, illetve veszélyes készítményekkel kapcsolatos egyes tevékenységek korlátozásáról szóló 41/2000. (XII. 20.) EüM-KöM együttes rendelet módosításáról[18]
7. 2004. évi XXVI. törvény egyes szociális és egészségügyi tárgyú törvények módosításáról[19]
8. Az egészségügyi, szociális és családügyi miniszter 33/2004. (IV. 26.) ESZCSM rendelete a veszélyes anyagokkal és a veszélyes készítményekkel kapcsolatos egyes eljárások, illetve tevékenységek részletes szabályairól szóló 44/2000. (XII. 27.) EüM rendelet módosításáról[20]
9. A környezetvédelmi és vízügyiminiszter, valamint az egészségügyi, szociális és családügyi miniszter 8/2004. (IV. 28.) KvVM—ESZCSM együttes rendelete a vegyi anyagok kockázatának becsléséről és a kockázatcsökkentéséről szóló 12/2001. (V. 4.) KöM—EüM együttes rendelet módosításáról[21]
10. 13/2001. (IV. 20.) EüM-KöM együttes rendelet az egyes veszélyes anyagokkal, illetve veszélyes készítményekkel kapcsolatos egyes tevékenységek korlátozásáról szóló 41/2000. (XII. 20.) EüM-KöM együttes rendelet módosításáról[22]

## Jövő
Az irányelv 2015. május 31-én hatályát veszti; felváltja az anyagok és keverékek osztályozásáról, címkézéséről és csomagolásáról szóló 1272/2008/EK rendelet. Mivel ez nem irányelv, hanem rendelet, ezért a tagországoknak nem kell átültetniük nemzeti jogszabályaikba, hanem közvetlenül kell alkalmazniuk.